# 譚汝玉
譚汝玉（？—？），湖南省長沙府湘潭縣人，清朝政治人物、同進士出身。
光緒十五年（1889年），参加光緒己丑科殿試，登進士三甲41名。同年五月，授内阁中书。